# Hans Dahl (maler)
 For alternative betydninger, se Hans Dahl. (Se også artikler, som begynder med Hans Dahl)
Hans Dahl (født 19. februar 1849 i Granvin, Hardanger ; død 27. juli 1937 i Balestrand) var en norsk maler kendt for sine landskabsbilleder, særlig fra naturen på Vestlandet.
Dahl uddannede sig først til officer og tjente som løjtnant i nogle år efter 1871, men bestemte sig for maleriet og rejste til Karlsruhe og modtog vejledning af landsmanden Hans Gude og den tyske landskabsmaler Wilhelm Riefstahl (de).
Dahl rejste videre til Düsseldorf hvor han fik vejledning af Eduard von Gebhardt og senere også af Wilhelm Sohn.
Fra 1888 opholdt Dahl sig i Berlin, men tilbragte dog oftest somrene i Norge.
|  |  | 1919 flyttede han permanent tilbage til Norge, til Balestrand hvor han 1893 havde ladet bygge en bolig Villa Strandheim. Dér modtog han mange gæster og holdt selskaber med blandt andet den tyske kejser Wilhelm 2. Dahls værker fandt især et publikum i udlandet, og den tyske kejser Wilhelm 2. købte nogle af hans billeder (For sent og Bag Sejlet). Han var kejserens konsulent ved opførelsen af Max Ungers statue i Vangsnes af Fridtjof den Frøkne som kejseren skænkede Norge. |

| - Hans Dahl - Dahl på trappen til Villa Strandheim, 1925. En sommerbolig han lod opføre 1893 - Selvportræt - Afsked med besøgende på damperen "München" kort før afgang fra Balholmen (nn) - Håndkoloreret lysbillede. Hans Dahl ved arbejdet med palet og malerier |

| - Værker af Hans Dahl - Sejlbåd på fjorden - På solbeskinnede bølger - Sejlads ved Balestrand, 1901 |

| - Sognefjorden nær Dahls ejendom i Balestrand, 1920 - På bjergtoppen - Transport af hø med robåd og til fods - Ved fjorden - Ved vandkanten - Bondepige - Ved fjordbredden - Sommerbrise - Den unge høstpige |